# EPrix de Santiago
Le ePrix de Santiago est une épreuve comptant pour le championnat de Formule E FIA. Elle a eu lieu pour la première fois le 3 février 2018 sur le Circuit urbain de Santiago.

## Historique

Le circuit de l’ePrix de Santiago en 2018.

Le premier ePrix de Santiago s’est déroulé le 3 février 2018 et intervient lors de la 4e manche du Championnat de Formule E FIA 2017-2018. Il voit Jean-Éric Vergne s'offrir la pole position et la victoire.

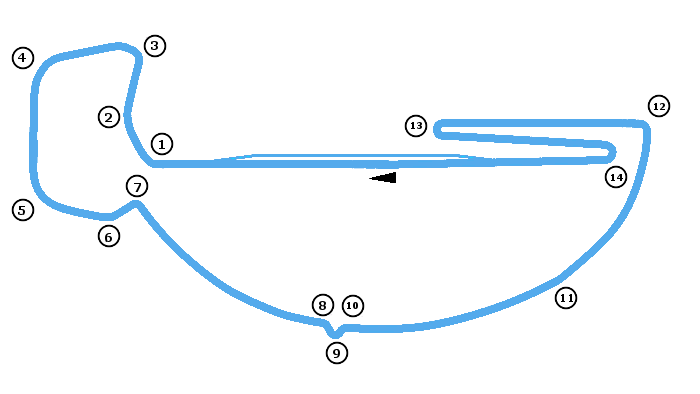
Le circuit de l’ePrix de Santiago en 2019.

La deuxième édition s’est tenue sur un nouveau circuit utilisant les routes du parc O'Higgins, au centre-ville, Sam Bird remporte la course. Pour la troisième édition, le tracé du circuit est modifié, trois virages ont été supprimés et la longueur totale a été raccourcie de quelques dizaines de mètres .

## Les circuits

### Circuit urbain de Santiago
La première édition de l'ePrix de Santiago a lieu en 2018 sur le circuit urbain de Santiago long de 2,460 km et situé en centre-ville.

### Circuit du parc O'Higgins
L’année suivante, l'ePrix a lieu dans le parc O'Higgins sur le circuit du parc O'Higgins. D'une longueur de 2,4 km, le tracé passe près du parc d’attraction Fantasilandia.

## Palmarès
| Année | Vainqueur          | Écurie                    | Circuit                    | Résultats      | Date            |
| ----- | ------------------ | ------------------------- | -------------------------- | -------------- | --------------- |
| 2018  | Jean-Éric Vergne   | Techeetah                 | Circuit urbain de Santiago | Résumé         | 3 février 2018  |
| 2019  | Sam Bird           | Envision Virgin Racing    | Circuit du parc O'Higgins  | Résumé         | 26 janvier 2019 |
| 2020  | Maximilian Gunther | BMWi Andretti Motorsports | Circuit du parc O'Higgins  | Résumé         | 18 janvier 2020 |
| 2021  | Course annulée     | Course annulée            | Course annulée             | Course annulée | 5 juin 2021     |
| 2021  | Course annulée     | Course annulée            | Course annulée             | Course annulée | 6 juin 2021     |